# Marta Gessler
Marta Gessler (ur. 2 lutego 1960) – polska restauratorka, autorka felietonów, książek, właścicielka kwiaciarni i projektantka ogrodów.
Właścicielka warszawskiej restauracji Qchnia Artystyczna w Zamku Ujazdowskim i kwiaciarni Warsztat Woni. Stworzyła restaurację „Nove Miasto” na Rynku Nowego Miasta.
Pisze felietony o gotowaniu w dodatku do Gazety Wyborczej – „Wysokie Obcasy”. Pierwsze teksty o tematyce kulinarnej pisała do magazynu „Zwierciadło”. Publikowała felietony „Kwiatostan” o tematyce kwiatów, ogrodów i designu w magazynie „Dobre Wnętrze”. Prowadziła program telewizyjny Notes Kulinarny na antenie stacji TVN Style.
Ma syna Mikołaja (ur. 1986).
W 2004 została nagrodzona Oscarem Kulinarnym w plebiscycie Oscary Kulinarne w kategorii „Publikacja Prasowa”.

## Publikacje
- Kuchnia Marty. Kolory smaków., Poznań: Publicat, 2007
- Nowa qchnia artystyczna. Kuchnia świata, Kraków: Znak, 2005 (współautorka: Agnieszka Kręglicka)
- Qchnia artystyczna. Kuchnia świata, Kraków: Znak, 2002 (współautorka: Agnieszka Kręglicka)
- Kwiatostan Marty Gessler, Warszawa: Murator Sp. z o.o., 2002
- Teatr na talerzu. Kuchnia roślinna., Warszawa: Agencja Reklamowa „RR”